# Zacharias Grape (1785–1847)
Zacharias Grape, född 8 november 1785 i Jukkasjärvi församling, död 19 februari 1847 i Överkalix församling, var en svensk präst.

## Biografi
Zacharias Grape var son till kyrkoherden Per Grape och Anna Margareta Hackzell. Efter att ha varit i tjänst hos en handlande i Torneå kom han 1807 till Härnösands gymnasium och inskrevs 12 mars 1811 som student vid Uppsala universitet. Han prästvigdes 14 februari 1813 och utnämndes till pastor och skolmästare i Karesuando församling 19 mars 1813. Den 25 oktober 1820 blev han distriktsprost över stiftets norra lappmark och avlade 16 juni 1821 pastoralexamen. Grape utnämndes till komminister i Övertorneå församling 15 september 1824 och tillträdde 1 maj 1826 samt var under tiden där tillförordnad generalvisitator i Västerbottens och Norrbottens lappmarker åren 1823, 1826, 1829 och 1832. Han utnämndes 7 juni 1834 till kyrkoherde i Karl Gustavs församling med tillträde 1 maj 1835 och blev sistnämnda år honorärprost. Vid 1842 års prästmötet var han opponent. Han utnämndes i april 1844 till kyrkoherde i Överkalix församling och tillträdde tjänsten 1845. År 1847 avled han där med vätska i lungsäcken.

### Familj
Grape gifte sig 1815 med Catarina Sofia Åström (1795–1865), vilken var dotter till kyrkoherden Carl Åström och Sara Elisabeth Nordenström i Revsund.  De fick tillsammans barnen tingstolken Karl Johan Grape (1816–1897) i Arvidsjaur, studenten Per August Grape (1818–1839) i Uppsala, Sofia Agata Grape (1820–1852) som var gift med läroverkskollegan Jakob Gran i Luleå, kyrkoherden Isak Grape i Karl Gustav, handlanden Erik Grape (1824–1857) i Nedertorneå, läroverkskollegan och riksdagsmannen Zacharias Grape (1826–1874) i Haparanda, Josefina Elisabet Grape (1829–1862) som var gift med länsmannen Israel Stenudd i Nedertorneå, läroverkskollegan Theodor Grape (1831–1896) i Haparanda och kommissionslantmätaren Ulrik Leonard Grape (1838–1892) i Luleå.